# Ana Gasteyer
Ana Gasteyer (Washington, 4 mei 1967) is een Amerikaanse actrice. Ze werd bekend door haar rol in de film Mean Girls uit 2004, waarin ze de rol van Betsy Heron vertolkte. Ook speelde ze de rol van Katherine Hastings in de NBC-serie American Auto. In 2016 en 2017 speelde ze als therapeute Gina Morrison in de televisieserie People of Earth.
Vanaf 1996 tot 2002 werkte Gasteyer mee aan Saturday Night Live.
Ze verscheen tevens in diverse Broadway-producties, zoals Wicked en de Threepenny Opera. In 2014 bracht ze het jazzalbum I’m Hip uit.
Gasteyer trouwde in 1996.
- International Standard Name Identifier: 0000 0000 5387 9582
- Library of Congress Control Number: no2004073888
- MusicBrainz: 7cdeb911-b65a-42cb-a280-55449e72f3a8
- Nationale Bibliotheek van Israël: 987007339509605171
- Virtual International Authority File: 48943228
- WorldCat: E39PBJqFTkyMGFvhTJTTXMxhpP